# Rupert Sausgruber
Rupert Sausgruber (* 30. November 1968 in Kufstein) ist ein österreichischer Wirtschaftswissenschaftler. Seit 2013 ist er Professor für Public Economics an der Wirtschaftsuniversität Wien und seit 2018 Vorstand des Departments für Volkswirtschaft. Am 12. Dezember 2022 wurde er zum Rektor der Wirtschaftsuniversität Wien ab dem 1. Oktober 2023 gewählt.

## Leben
Rupert Sausgruber studierte an der Universität Innsbruck, das Studium schloss er 1993 als Magister ab. 1997/98 absolvierte er ein Post-Graduate-Programm am Institut für Höhere Studien (IHS). 2001 promovierte er zum Doktor an der Uni Innsbruck, wo er sich 2005 habilitierte. Ab 2005 war er in Innsbruck außerordentlicher Professor am Institut für Finanzwissenschaft. Gastwissenschaftlerstellen hatte er an der University of Arizona, der Universität Amsterdam, dem Max-Planck-Institut in Jena, der Universität Kopenhagen, der University of Adelaide und der University of Michigan.
2013 wurde er als Professor für Public Economics an die Wirtschaftsuniversität Wien berufen, wo er 2018 Vorstand des Departments für Volkswirtschaft wurde. Am 12. Dezember 2022 wurde er vom Universitätsrat als Nachfolger von Edeltraud Hanappi-Egger zum Rektor der Wirtschaftsuniversität Wien für eine vierjährige Funktionsperiode ab dem 1. Oktober 2023 gewählt. Der Senat erstellte im Zuge der Rektorswahl einen gereihten Dreiervorschlag, Sausgruber war dabei auf dem zweiten Platz gereiht. Als Erster gereiht war Michael Meyer, Leiter des Instituts für Nonprofit-Management und ehemaliger Vizerektor. Eine derartige Reihung ist im Universitätsgesetz nicht vorgeschrieben. Der Universitätsrat muss eine Reihung bei der Wahl nicht berücksichtigen, sondern kann aus der Liste den ihrer Meinung nach geeignetsten Kandidaten auswählen. Für den Universitätsrat war das Rupert Sausgruber.
In seiner wissenschaftlichen Arbeit beschäftigt er sich unter anderem mit Experimenteller Ökonomik und Verhaltensökonomik.